# Xã Perry, Quận St. Francois, Missouri
Xã Perry (tiếng Anh: Perry Township) là một xã thuộc quận St. Francois, tiểu bang Missouri, Hoa Kỳ. Năm 2010, dân số của xã này là 12.617 người.